# Rubin Carter
Rubin Carter, noto anche con il soprannome Hurricane (Clifton, 6 maggio 1937 – Toronto, 20 aprile 2014), è stato un pugile statunitense naturalizzato canadese.
La sua carriera di pugile si è svolta tra il 1961 e il 1966. Carter è in parte celebre per essere stato accusato di un triplice omicidio, avvenuto il 17 giugno 1966 a Paterson nel New Jersey: sottoposto a processo, fu condannato a tre ergastoli e fu scarcerato nel 1985, quando l'accusa rinunciò a muovere in giudizio una terza volta contro l'illegittimità processuale sollevata dalla Corte Federale sulla base di un possibile pregiudizio razziale nell'incriminazione.
La sua storia ha ispirato una celebre canzone di Bob Dylan, Hurricane, e il film Hurricane - Il grido dell'innocenza.

## Biografia

### La gioventù
Nato a Clifton, Carter è cresciuto nella confinante città di Paterson, New Jersey, assieme a sei fratelli. I suoi genitori provvedevano al sostentamento familiare e all'educazione degli altri sei figli senza particolari problemi. Invece Rubin cominciò presto ad avere problemi con la giustizia e venne assegnato a un riformatorio per aggressione e furto poco dopo il suo quattordicesimo compleanno.
Carter scappò dal riformatorio nel 1954 e si arruolò nell'esercito americano a 17 anni. Qualche mese dopo, avendo completato l'addestramento a Fort Jackson nella Carolina del Sud, fu inviato in Germania, dove, stando alla sua autobiografia del 1974, cominciò a interessarsi alla boxe. Carter non era un buon soldato e dovette presentarsi davanti alla corte marziale per ben 4 volte per insubordinazione. Nel maggio del 1956 l'esercito lo congedò, definendolo "inadatto al servizio militare". La sua carriera militare durò 21 mesi.
Tornato nel New Jersey, Carter fu arrestato e scontò dieci mesi a causa della sua fuga dal riformatorio. Poco dopo il suo rilascio, Carter fu arrestato per una serie di crimini, tra cui aggressione e rapina a una donna di colore di mezza età. Scontò quattro anni nella prigione di stato del New Jersey.

### La carriera da pugile
In prigione Carter riesumò il suo interesse per la boxe e, subito dopo il suo rilascio avvenuto il 21 settembre 1961, diventò professionista. Alto 1 metro e 73 centimetri, Carter era mediamente più basso di un peso medio, ma combatté per tutta la sua carriera in questa categoria. Testa rasata, baffi prorompenti, sguardo aggressivo e fisico possente facevano di lui una presenza intimidatoria sul ring, decenni prima che questo "look" divenisse consuetudine nel pugilato. Il suo stile aggressivo e la potenza dei suoi pugni, che gli fruttarono molti KO, catturavano l'attenzione, facendolo diventare un beniamino del pubblico, e gli fruttarono il soprannome "Hurricane" (Uragano).
Dopo aver battuto avversari come Florentino Fernandez, Holley Mims, Gomeo Brennan e George Benton, il mondo della boxe cominciò a notarlo. Ring Magazine lo inserì nella sua "Top 10" riguardante gli sfidanti al titolo dei pesi medi nel luglio del 1963.
Combatté sei volte nel 1963, con quattro vittorie e due sconfitte (contro Joey Archer e José Gonzalez). Restò nella parte bassa della "Top 10" fino al 20 dicembre, quando sorprese il campione del mondo dei welter Emile Griffith, alle sue prime apparizione nei medi, mandandolo due volte al tappeto e vincendo per KO tecnico nel primo round. La rivista statunitense Ring Magazine nominò l'incontro upset of the year del 1963, ritenendolo quello conclusosi nel modo più contrario alle aspettative generali, sconvolgendo ogni previsione. Questa vittoria gli fece guadagnare il terzo posto nel ranking degli sfidanti al titolo mondiale dei pesi medi, appartenente a Joey Giardello.
Dopo aver vinto altri due incontri, Carter ottenne la chance di sfidare Giardello a Filadelfia, il 14 dicembre 1964, in un match di 15 round con il titolo in palio. Carter combatté bene nei primi round sfiorando il KO con un gancio sinistro alla quarta ripresa, ma nei round successivi Giardello assunse il controllo dell'incontro aggiudicandosi chiaramente le ultime cinque riprese e vincendo per decisione unanime. Carter era convinto di aver vinto almeno 9 riprese su 15.
Dopo questo incontro Carter cominciò a perdere posizioni nel ranking. Combatté nove volte nel 1965, perdendo quattro dei cinque incontri disputati contro avversari di livello (due volte con Luis Manuel Rodríguez, una con Fabio Bettini e Dick Tiger). In particolare, Tiger lo mandò al tappeto  tre volte. Carter disse: "È stata la peggior sconfitta della mia vita, dentro e fuori dal ring".
Gli ultimi combattimenti di un certo livello li sostenne contro Wilbert McClure, campione olimpico a Roma nei superwelter, ottenendo una vittoria e un pareggio.
Il palmares della carriera pugilistica di Carter - che ebbe termine il 6 agosto 1966 - fu di 27 vittorie, 12 sconfitte e un pareggio in 40 incontri, con 8 knockout e 11 knockout tecnici.

### Gli omicidi
Alle 2:30 del mattino circa del 17 giugno 1966 due uomini afroamericani entrarono nel "Lafayette Bar and Grill" a Paterson, New Jersey, e aprirono il fuoco. Due uomini, Fred "Cedar Grove Bob" Nauyoks e il barista Jim Oliver, vennero uccisi sul colpo. Hazel Tanis, una donna, morì circa un mese dopo: aveva la gola, lo stomaco, l'intestino, la milza, il polmone sinistro e un braccio perforati dai proiettili. Willie Marins, una quarta persona, sopravvisse all'attacco, ma perse la vista a un occhio.
Alfred Bello, un noto criminale che si aggirava nei pressi del Lafayette per commettere un crimine quella stessa notte, vide la scena. Bello fu una delle prime persone sulla scena del crimine e chiamò un operatore telefonico per avvertire la polizia. Patricia Graham, una residente al secondo piano del Lafayette, vide due uomini di colore salire in una macchina bianca e partire verso ovest. Ronald Ruggiero, un'altra persona, sentì gli spari e affacciatosi dalla finestra vide Bello correre per Lafayette Street. Sentì anche lo stridere degli pneumatici e vide una macchina bianca sfrecciare verso ovest, con due uomini di colore sui sedili anteriori. La macchina di Carter coincideva con quella vista dai testimoni; la polizia fermò Carter e John Artis, un altro uomo, e li portò al Lafayette circa trenta minuti dopo la sparatoria. Nessuno dei testimoni riconobbe in Carter o Artis uno dei criminali, nemmeno Marins quando la polizia li portò all'ospedale per farli identificare dall'uomo ferito.
Comunque nella macchina di Carter la polizia trovò una pistola calibro 32 e dei proiettili per fucile calibro 12, lo stesso calibro usato dagli assassini di 2 gay. Carter e Artis furono interrogati in commissariato. Nel pomeriggio, entrambi vennero sottoposti al test del poligrafo. L'esaminatore John J. McGuire trasse le seguenti conclusioni: "Dopo un'attenta analisi dei risultati dati dal poligrafo, è opinione dell'esaminatore che i soggetti stavano mentendo alle domande. Ed erano coinvolti nel crimine. I soggetti negano qualsiasi connessione col crimine". Il poligrafo non era comunque giudicato attendibile e quindi era inammissibile come prova. Carter e Artis furono rilasciati il giorno stesso.

### Il primo processo
Sette mesi dopo Bello rivelò alla polizia che quella sera c'era un altro uomo con lui, tale Arthur Dexter Bradley. Dopo un ulteriore interrogatorio, Bello e Bradley identificarono Carter come uno dei due uomini di colore armati che avevano visto fuori dal bar la notte degli omicidi; Bello identificò anche Artis come l'altro uomo armato. Basandosi su questa ulteriore prova, Carter e Artis vennero arrestati e incriminati.
Anche se la difesa fece presente che gli accusati non corrispondevano alla descrizione che i testimoni oculari avevano dato il 17 giugno, i due andarono avanti con la loro testimonianza.
Questo, più la prova dell'identificazione della macchina di Carter fornita da Patricia Valentine e le munizioni trovate nella macchina di Carter, convinsero la giuria, composta da 12 persone bianche, che Carter e Artis erano gli assassini. Entrambi gli uomini vennero incriminati e condannati al carcere a vita.
Durante la sua prigionia, Carter scrisse la sua autobiografia The Sixteenth Round: From Number 1 Contender to #45472 (Il sedicesimo round: da sfidante numero 1 a numero 45472), pubblicata nel 1974. Sostenne la sua innocenza e ottenne il sostegno della gente, che spingeva per la grazia o per un nuovo processo.
Bob Dylan gli dedicò una canzone, Hurricane (1975), sostenendo l'innocenza di Carter. Il brano è contenuto nell'album discografico Desire, lanciato con il sussidio di una poderosa tournée concertistica della Rolling Thunder Revue, immortalata con lo stesso Carter nel film del 1978 Renaldo e Clara, scritto e diretto dallo stesso Dylan.
Nel frattempo, Bello e Bradley ritrattarono la testimonianza data nel 1967; questa ritrattazione fu usata come base per la mozione atta a ottenere un nuovo processo, ma il giudice Larner, che aveva presieduto sia il processo originale sia la ritrattazione di Bello e Bradley, negò la mozione.
Gli avvocati della difesa formularono un'altra mozione, basata sulle prove che vennero alla luce durante il processo della ritrattazione, tra cui un nastro della polizia contenente un interrogatorio a Bello. Anche se Larner negò anche questa mozione, la Corte Suprema del New Jersey concesse a Carter e Artis un nuovo processo nel 1976.
Siccome Bello aveva dato molte versioni dei fatti avvenuti quella notte, il procuratore Humphreys fece ripetere a Bello la sua versione dei fatti analizzandolo con due diversi poligrafi. Entrambi dichiararono che Bello era sincero, uno dei poligrafi giunse alla conclusione che Bello era entrato nel Lafayette Bar subito dopo o addirittura durante la sparatoria.

### Il secondo processo
Durante il nuovo processo, Bello accantonò la ritrattazione e tornò a sostenere la testimonianza del 1967, identificando Carter e Artis come i due uomini armati che aveva visto al Lafayette Grill. Carter e Artis furono ancora una volta giudicati colpevoli, questa volta da una giuria che includeva due afroamericani, in meno di nove ore.
Carter e Artis furono quindi condannati di nuovo alla prigione a vita.

### L'appello alla Corte Federale
Dopo il secondo processo, Carter sembrava ormai aver perso la speranza quando ricevette una lettera inviatagli da Lesra Martin, un ragazzo di colore che abitava in Canada. Gli rispose e, tempo dopo, il ragazzo lo andò a trovare e gli fece conoscere i suoi amici che si interessarono al caso. Questo gruppo, dopo essersi trasferito negli Stati Uniti, lavorò sodo e aiutò Carter e i suoi avvocati a promuovere una petizione alla Corte Federale. Tre anni dopo gli avvocati di Carter promossero una petizione per appellarsi alla Corte Federale. Ebbero successo: nel 1985 il giudice della Corte Federale Haddon Lee Sarokin sentenziò che Carter e Artis non avevano avuto un processo equo, affermando che l'accusa era "basata su motivazioni razziali". I procuratori del New Jersey si appellarono senza successo contro la decisione di Sarokin alla Terza Corte d'Appello e anche alla Corte Suprema degli Stati Uniti, che si rifiutò di ascoltare il caso; la Corte Suprema non è obbligata ad accettare ogni appello a essa rivolto.
I procuratori della contea di Passaic avrebbero potuto processare Carter e Artis per una terza volta, ma decisero di non farlo. I testimoni erano irreperibili o morti, il costo di un terzo processo sarebbe stato altissimo e non era chiaro cosa sarebbe scaturito da un eventuale terzo processo. Nel 1988 i procuratori del New Jersey archiviarono una mozione per allontanare gli atti d'accusa originali portati contro Carter e Artis nel 1966, facendo quindi cadere tutte le accuse.

### Artis e Carter dopo il proscioglimento

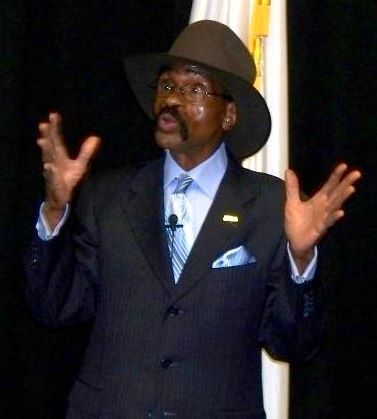
Rubin Carter nel 2011

John Artis, dopo essere stato rilasciato sulla parola nel 1981, fu ancora incarcerato nel 1986 per traffico di cocaina e possesso di un'arma rubata.
Dal 1988 Carter visse in una fattoria poco fuori Toronto in Ontario, ricoprendo la carica di direttore esecutivo dell'Associazione per la Difesa dei Condannati per Errore (ADWC) dal 1993 al 2005, lavorando inoltre come motivatore. Nel 1993 ricevette "ad honorem" la cintura di Campione del Mondo dal World Boxing Council.
Nel 1996 venne nuovamente arrestato a Toronto, ma anche in questo caso si trattò di un errore basato su uno scambio di persone e riconosciuto dalla polizia.
Il 14 ottobre 2005 ricevette una laurea Honoris Causa in Legge dall'Università di New York, da quella di Toronto e anche dalla Griffith University di Brisbane, grazie al suo lavoro per l'ADWC.

### Morte
Da tempo affetto da cancro alla prostata, Rubin Carter morì a Toronto il 20 aprile 2014 all'età di 76 anni.

## Risultati nel pugilato
| 27 vittorie (19 KO, 8 ai punti), 12 sconfitte (1 KO, 11 ai punti), 1 pareggio |         |                               |        |         |            |                                                         |                                                         |
| Risultato                                                                     | Record  | Avversario                    | Metodo | Round   | Data       | Luogo                                                   | Note                                                    |
| Sconfitta                                                                     | 27–12–1 | Juan Carlos Rivero            | PTS    | 10      | 06/08/1966 | Rosario, Santa Fe                                       |                                                         |
| Pareggio                                                                      | 27–11–1 | Wilbert McClure               | PTS    | 10      | 08/03/1966 | Toledo Sports Arena, Toledo (Ohio)                      |                                                         |
| Vittoria                                                                      | 27–11   | Ernest Burford                | KO     | 8 (10)  | 26/02/1966 | Orlando Stadium, Johannesburg, Transvaal                |                                                         |
| Sconfitta                                                                     | 26–11   | Stan Harrington               | PTS    | 10      | 25/01/1966 | Hawaii International Center, Honolulu, Hawaii           |                                                         |
| Sconfitta                                                                     | 26–10   | Johnny Morris                 | SD     | 10      | 18/01/1966 | Pittsburgh Civic Arena, Pittsburgh, Pennsylvania        |                                                         |
| Vittoria                                                                      | 26–9    | Wilbert McClure               | SD     | 10      | 08/01/1966 | Aragon Ballroom, Chicago, Illinois                      |                                                         |
| Vittoria                                                                      | 25–9    | Joe N'Gidi                    | TKO    | 2 (10)  | 18/09/1965 | Orlando Stadium, Johannesburg, Transvaal                |                                                         |
| Sconfitta                                                                     | 24–9    | Luis Manuel Rodriguez         | UD     | 10      | 26/08/1965 | Olympic Auditorium, Los Angeles, California             |                                                         |
| Vittoria                                                                      | 24–8    | Fate Davis                    | TKO    | 1 (10)  | 14/07/1965 | Akron, Ohio                                             |                                                         |
| Sconfitta                                                                     | 23–8    | Dick Tiger                    | UD     | 10      | 20/05/1965 | Madison Square Garden, New York                         |                                                         |
| Vittoria                                                                      | 23–7    | Johnny Torres                 | TKO    | 9 (10)  | 30/04/1965 | Paterson, New Jersey                                    |                                                         |
| Sconfitta                                                                     | 22–7    | Harry Scott                   | PTS    | 10      | 20/04/1965 | Royal Albert Hall, Kensington, Londra                   |                                                         |
| Vittoria                                                                      | 22–6    | Harry Scott                   | TKO    | 9 (10)  | 09/03/1965 | Royal Albert Hall, Kensington, Londra                   |                                                         |
| Vittoria                                                                      | 21–6    | Fabio Bettini                 | KO     | 10 (10) | 22/02/1965 | Palais des Sports, Parigi                               |                                                         |
| Sconfitta                                                                     | 20–6    | Luis Manuel Rodriguez         | UD     | 10      | 12/02/1965 | Madison Square Garden, New York                         |                                                         |
| Sconfitta                                                                     | 20–5    | Joey Giardello                | UD     | 15      | 14/12/1964 | Philadelphia Convention Hall, Filadelfia, Pennsylvania  | Per i titoli WBA, WBC e lineare dei pesi medi           |
| Vittoria                                                                      | 20–4    | Clarence James                | TKO    | 1 (10)  | 24/06/1964 | Los Angeles Sports Arena, Los Angeles, California       |                                                         |
| Vittoria                                                                      | 19–4    | Jimmy Ellis                   | UD     | 10      | 28/02/1964 | Madison Square Garden, New York                         |                                                         |
| Vittoria                                                                      | 18–4    | Emile Griffith                | TKO    | 1 (10)  | 20/12/1963 | Pittsburgh Civic Arena, Pittsburgh, Pennsylvania        |                                                         |
| Sconfitta                                                                     | 17–4    | Joey Archer                   | SD     | 10      | 25/10/1963 | Madison Square Garden, New York                         |                                                         |
| Vittoria                                                                      | 17–3    | Farid Salim                   | UD     | 10      | 14/09/1963 | Pittsburgh Civic Arena, Pittsburgh, Pennsylvania        |                                                         |
| Vittoria                                                                      | 16–3    | George Benton                 | SD     | 10      | 25/05/1963 | Madison Square Garden, New York                         |                                                         |
| Sconfitta                                                                     | 15–3    | Jose "Monon" Gonzalez         | TKO    | 6 (10)  | 30/03/1963 | Madison Square Garden, New York                         |                                                         |
| Vittoria                                                                      | 15–2    | Gomeo Brennan                 | UD     | 10      | 02/02/1963 | Madison Square Garden, New York                         |                                                         |
| Vittoria                                                                      | 14–2    | Holley Mims                   | UD     | 10      | 22/12/1962 | Madison Square Garden, New York                         |                                                         |
| Vittoria                                                                      | 13–2    | Florentino "The Ox" Fernandez | KO     | 1 (10)  | 27/10/1962 | Madison Square Garden, New York                         |                                                         |
| Vittoria                                                                      | 12–2    | Mel Collins                   | TKO    | 5 (10)  | 08/10/1962 | Jersey City Armory, Jersey City, New Jersey             |                                                         |
| Vittoria                                                                      | 11–2    | Ernest Burford                | TKO    | 2 (10)  | 04/08/1962 | Madison Square Garden, New York                         |                                                         |
| Sconfitta                                                                     | 10–2    | Ernest Burford                | UD     | 8       | 23/06/1962 | Madison Square Garden, New York                         |                                                         |
| Vittoria                                                                      | 10–1    | Sugar Boy Nando               | TKO    | 3 (10)  | 21/05/1962 | St. Nicholas Arena, New York                            |                                                         |
| Vittoria                                                                      | 9–1     | Walter McDaniels              | TKO    | 2 (10)  | 30/04/1962 | St. Nicholas Arena, New York                            |                                                         |
| Vittoria                                                                      | 8–1     | Johnny Tucker                 | TKO    | 1 (8)   | 16/04/1962 | St. Nicholas Arena, New York                            | L'arbitro interruppe l'incontro a 1:05 del primo round. |
| Vittoria                                                                      | 7–1     | Jimmy McMillan                | KO     | 3 (6)   | 16/03/1962 | Jersey City Armory, Jersey City, New Jersey             |                                                         |
| Vittoria                                                                      | 6–1     | Felix Santiago                | KO     | 1 (6)   | 28/02/1962 | State Garden, Union City, New Jersey                    |                                                         |
| Vittoria                                                                      | 5–1     | Tommy Settles                 | KO     | 1 (6)   | 14/02/1962 | State Garden, Union City, New Jersey                    |                                                         |
| Sconfitta                                                                     | 4–1     | Herschel Jacobs               | PTS    | 6       | 19/01/1962 | Gladiators Arena, Totowa, New Jersey                    |                                                         |
| Vittoria                                                                      | 4–0     | Herschel Jacobs               | PTS    | 4       | 17/11/1961 | Gladiators Arena, Totowa, New Jersey                    |                                                         |
| Vittoria                                                                      | 3–0     | Frank Nelson                  | TKO    | 1 (4)   | 24/10/1961 | Alhambra A.C., Filadelfia, Pennsylvania                 |                                                         |
| Vittoria                                                                      | 2–0     | Joey Cooper                   | KO     | 2 (4)   | 11/10/1961 | American Legion Arena, Reading, Pennsylvania            |                                                         |
| Vittoria                                                                      | 1–0     | Pike Reed                     | SD     | 4       | 22/09/1961 | Navy–Marine Corps Memorial Stadium, Annapolis, Maryland |                                                         |

## Opere letterarie
- The Sixteenth Round: From Number 1 Contender to #45472, 1974.

## Citazioni artistiche
• Neil Young incide la traccia novembre 1975 Like a Hurricane sul disco: American stars ‘n bars 
- La vicenda ha ispirato Bob Dylan che nel 1975 scrisse una canzone dal titolo Hurricane, soprannome di Rubin Carter.
- Anche i The Roots dedicarono una canzone alla vicenda dal nome The Hurricane con la collaborazione di molti artisti impegnati come Common e Mos Def.
- La vicenda di Carter ha inoltre ispirato un film nel 1999, Hurricane - Il grido dell'innocenza (The Hurricane), con Denzel Washington nel ruolo di protagonista. Il film ha come colonna sonora la canzone di Bob Dylan.
- Rubin "Hurricane" Carter è citato nel nome del mixtape del rapper Mezzosangue Hurricane Mixtape, inoltre è citato più volte nel brano Introducing, prima traccia del mixtape.
- Il pugile sfidante alla fine del film La leggenda di Al, John e Jack (2002) richiama esplicitamente Hurricane.